# وحدة تسريع المعالجة
وحدة المعالجة المسرعة (بالإنجليزية: Accelerated Processing Unit)‏ وتُعرف اختصارًا بـ APU هيَ الاسم التجاري لسلسلة معالجات إكس86-64 المُصمَّمة كوحدة معالجة مركزية ووحدة معالجة رسوميات ضمن رقاقة واحدة لتوفير معمارية للنظام المتباين. عادةً ما تقومُ هذه الوحدة بالتنسيقِ بطرق مختلفة بين وحدة المعالجة المركزية ووحدة معالجة الرسوميات وذلك بمساعدةٍ منّ ذاكرة الكاش وَناقل البيانات الداخلي.